# Szilveszteri puccs
A szilveszteri puccs a Közép-afrikai Köztársaság hadseregének a vezetője, Jean-Bédel Bokassa és munkatársai által végrehajtott puccs volt, amellyel David Dacko kormányát akarták megdönteni 1965. december 31-én és 1966. január 1-jén. Dacko, Bokassa unokatestvére 1960-ban vette át az ország irányítását, míg Bokassa, addig egy francia hadseregben szolgáló katona, 1962-ben lépett be az afrikai ország hadseregébe. 1965-re nyugtalanság tört ki az országban – ezt tovább szította a korrupció és a lassú gazdasági növekedés. Mindeközben a szomszédos országokból lázadók törtek át a határokon. Dacko pénzügyi segélyt kapott a kommunista Kínától, de ennek ellenére az ország gondjai nem enyhültek. Bokassa a kormányzás átvételét tervezte, amitől Dacko félt, és folytatta a Jean Izamo vezette csendőrség megszervezését. Izamo Dacko legközelebbi tanácsadójává vált.
Alexandre Banza kapitány segítségével Bokassa 1965 szilveszterének éjszakáján nekilátott a puccs kivitelezésének. Először Bokassa és emberei elrabolták és egy Camp de Roux-i pincébe zárták Izamót. Ezt követően elfoglalták a fővárost, Banguit, legyőzték a csendőrséget és az ellenállókat. Dacko éjfél után tért vissza a fővárosba, ahol azonnal letartóztatták, lemondatták tisztségéről, majd Camp Kassaïban bebörtönözték. Hivatalos jelentések szerint nyolc ellenállót öltek meg a puccsot végrehajtók. 1966 január végére Izamót halálra kínozták, de Dacko a francia kormány közbenjárására életben maradt. A francia kormánynak Bokassa megpróbált megfelelni. Bokassa azzal indokolta az államcsínyt, hogy az országot meg kell védenie, nehogy a kommunizmus magával rántsa, és ezért meg kellett szüntetnie a Kínával fenntartott diplomáciai kapcsolatokat. Kormányzásának első napjaiban feloszlatta a Nemzeti Tanácsot, eltörölte az alkotmányt, és számos rendeletet hozott, amelyekkel többek között megtiltotta a koldulást, a vulva hagyományoknak megfelelő eltávolítását és a poligámiát. Bokassa kezdetben nem tudta elismertetni nemzetközi szinten az új kormányt, azonban a csádi elnökkel történt sikeres találkozót követően rezsimjét mind az afrikai államok, mind az egykori gyarmattartó Franciaország is elismerte.
1969-ben Bokassa korábbi segítője, Banza is puccsot tervezett, de az egyik szövetségese tájékoztatta az elnököt a tervekről. Banzát eltávolították a katonai bíróságról és agyonlőtték. Dacko, akit továbbra is elzárva tartottak Camp de Roux-ban, 1969-ben levelet küldött Kína brazzaville-i nagykövetének, ám ez a levél Bokassához került. Bokassa az állambiztonság megsértésével vádolta Dackót, akit emiatt a hírhedt ngaragbai börtönbe küldött. Itt számos, az államcsíny idején elfogott rab ült még ekkor is. Egy helyi bíró értesítette Bokassát, hogy Dacko ellen nincs elég bizonyíték ahhoz, hogy meggyanúsítsák, ezért csak házi őrizetbe vették. 1976 szeptemberében Dackót az elnök személyes tanácsadójává nevezték ki, majd később a francia kormány azzal gyanúsította meg, hogy részt vett egy Bokassa elmozdítására irányuló puccs megszervezésében. Ekkoriban az elnököt gyakran kritizálták igazságtalan diktátori magatartása miatt. A puccsra 1979. szeptember 20–21-én került sor. Ekkor Dacko ismét elnök lett, ám ezt a hatalmát is egy puccs döntötte meg, két évvel kinevezése után.

## Háttér

A Közép-afrikai Köztársaság zászlaja

1958-ban, miután a Negyedik Francia Köztársaság önállóságot kezdett biztosítani az afrikai gyarmatoknak, Barthélemy Boganda nacionalista vezető találkozott Charles de Gaulle-lal, Franciaország miniszterelnökével, hogy megbeszéljenek néhány kérdést Ubangu-Sari, a Közép-afrikai Köztársaság elődjének a függetlenedésével kapcsolatban. De Gaulle elfogadta kéréseit, s 1958. december 1-jén Boganda bejelentette az autonóm terület megalakulását, amit hamarosan a teljes függetlenség követett. Ő lett az autonóm terület és a független állam első miniszterelnöke. Azonban 1959. március 29-én, a fővárosba, Banguiba visszatérve repülőgép-balesetben meghalt.
A poszton Boganda tanácsadója, Abel Goumba követte, akiről Brian Titley, a Dark Age: The Political Odyssey if Emperor Bokassa szerzője a következőket írta: „intelligens, hűséges, erősen nacioalista”. 1959 májusában, mikor Goumba idejéből még csak egy hónap telt el, David Dacko átvette a kormány irányítását. Dacko Boganda kormányának egyik tagja és a Fekete Afrika Társadalmi Fejlődéséért Párt (MESAN) vezetője volt, aki élvezte a francia főmegbízott, a bangui kereskedelmi kamara vezetőjének, Roger Barberot-nak és Boganda özvegyének, Michelle Jourdin-nek a támogatását. Két hónappal később menesztette Gounbát új, pénzügyminiszteri posztjáról. Goumba és a Nemzeti Tanács volt elnöke, Pierre Maleombho – akit Dacko szintén menesztett – kilépett a MESDAN-ból, és 1960. június 25-én megalapították saját ellenzéki pártjukat, a Közép-Afrika Demokratikus Fejlődéséért Mozgalom (MEDAC) pártot. Közben 1960. augusztus 13-án megvalósult Boganda álma: a Közép-afrikai Köztársaság hivatalosan is függetlenné vált Franciaországtól.
A mérsékelten populáris MEDAC-ot Etienne Ngounio, MESAN vezére, akit Dacko nevezett ki, elismerte, és a szeptember 20-án megtartott időközi választásokon jelentős támogatottságot tudhatott magáénak. Dacko a MEDAC-oot egy disszidens pártnak tekintette, és fel akarta oszlatni. Nem sokkal ezt követően a Nemzeti Tanács felhatalmazta, hogy ellenfeleivel belátása szerint cselekedjék. 1960-ban Dacko feloszlatta a MEDAC-ot, s Goumbát azzal vádolták meg, hogy feszültséget szít azzal, hogy a hatalmat magáénak gondolta. Goumbát életfogytiglani börtönbüntetésre is ítélhették volna, ha nem disszidál Franciaországba. 
1962. január 1-jén Dacko unokatestvére, Jean-Bédel Bokassa elhagyta a francia hadsereget, és belépett a Közép-afrikai Köztársaság haderejébe, ahol zászlóalj-parancsnokként kezdett. Egy év múlva már ő volt az ország 500 katonájának a főparancsnoka. Dackóhoz fűződő kapcsolatának és a francia hadseregben eltöltött éveknek köszönhetően gyorsan haladt előre a ranglétrán, és 1964. december 1-jén ő lett a közép-afrikai hadsereg első ezredese.
Bokassa célja az volt, hogy ismerjék el, hogy elismertesse magát a hadsereg vezetőjének. Közszereplésein úgy jelent meg, hogy az összes katonai jelvénye ki volt tűzve. Ünnepségeken gyakran próbált meg Dacko elnök mellé ülni, hogy ezzel is jelezze a kormányon belüli fontosságát. Bokassa emiatt rendszeresen összetűzésbe került Jean-Paul Douate-tal, a kormányzati protokollért felelős vezetővel is. Eleinte Dacko szórakoztatónak találta unokatestvérének a hatalommal és az elismeréssel való bohóckodását. Az Afrikában egyre gyakoribbá váló puccsok ellenére Dacko lehetetlennek találta, hogy Bokassa egy nap megpróbálja átvenni az ország fölött a hatalmat. Egy állami vacsorán a következőket mondta: „Bokassa ezredes csak érmeket akar gyűjteni, és túl hülye ahhoz, hogy egy puccsot véghez tudna vinni.” A Dacko-kormány más tagjai Bokassát a rezsim egyik ellenségének tekintették. Jean-Arthur Bandio belügyminiszter azt tanácsolta, hogy Bokassát vegyék be a kabinetbe, ami kielégítené az ezredes elismertség iránti vágyát, és megszakítaná a közte és a hadsereg többi tagja közti kapcsolatot. Hogy megakadályozzon egy esetleges katonai puccsot, Dacko létrehozott egy 500 fős csendőrséget, amelynek élére élére Jean Izamót nevezte ki. Emellett Prosper Mounoumbaye vezetésével létrehozott egy 120 fős kormányőrséget is.

## Kezdetek
Dacko kormányának 1964-ben és 1965-ben számos problémával kellett szembenéznie. A gazdaság stagnált, a bürokrácia elkezdett szétesni, az ország határait délről lumumbisták, keletről pedig a Szudáni Népi Felszabadító Hadsereg felkelői rohamozták meg. A MESAN radikálisainak nyomására és hogy külföldi támogatást szerezzen az országnak, valamint hogy jelezze az ország független külpolitikáját, 1964. szeptemberében Draco diplomáciai kapcsolatokat épített ki Kínával. Meng Yieng és ügynökeinek vezetésével a kínaiak körbejárták az országot, és kommunista propaganda filmeket vetítettek. Nem sokkal ezt követően Kína az afrikai országnak 1 milliárd CFA-frank (20 millió francia frank) értékben nyújtott kamatmentes kölcsönt, azonban a segély nem mentette meg az országot a pénzügyi összeomlástól. A kormány előtt tornyosuló másik probléma a széles körű korrupció volt. Bokassa már ekkor úgy érezte, hogy át kell vennie az ország irányítását, hogy megszüntesse a kommunista befolyást és megoldja az ország más problémáit is. Ezzel szemben Samuel Decalo, afrikai kormányokkal foglalkozó tudós véleménye szerint a puccs megindításában Bokassa személyes ambíciója játszotta a legfontosabb szerepet.
Dacko 1965-ben a Bastille napja alkalmából tartott francia nemzeti ünnepre Párizsba küldte Bokassát. Miután július 23-án részt vett az ünnepsorozatot záró eseményen, egy katonai iskola végzőseinek eskütételén, úgy gondolta, hazautazik. Ezt azonban Dacko megtiltotta, így Bokassa a következő néhány hónapot azzal töltötte, hogy megpróbált a francia és a közép-afrikai fegyveres erőknél szolgáló barátaitól segítséget kérni. Később Dacko enyhített a nyomáson, és októberben megengedte Bokassának, hogy visszatérjen.
A Dacko és Bokassa közötti nézeteltérés tovább mélyült. Dacko decemberben javaslatot tett Izamo csendőrsége költségvetésének kiegészítésére, miközben elutasította Bokassa hadseregének a többletforrás-igényét. Ekkor Bokassa kijelentette a barátai előtt, hogy elege van Dacko fenyegetéseiből, és puccsot fog végrehajtani. Dacko úgy tervezte, hogy Bokassa helyett Izamo lesz a személyes hadügyi tanácsadója, és azt akarta elérni, hogy a hadsereg támogassa a kormányt, és ezzel egyidejűleg Bokassát és társait lefokozza. Dacko ezekről a terveiről már tett célzásokat Bobangui falu vénjei előtt, akik azonban tájékoztatták Bokassát, aki szembesült azzal, hogy gyorsan tennie kell valamit, amivel megállíthatja Drakót. Gyorsan intézkedett, hogy 500 fős állománya hűsége felől biztos legyen, hogy sem a csendőrséghez, sem az elnöki gárdához nem fognak csatlakozni. Attól is tartott, hogy az 1964. február 23-án végrehajtott gaboni puccshoz hasonlóan – ahol akkor Léon M'ba volt az elnök – a franciák Dacko oldalán beavatkoznak. (Gabonban az történt, hogy a puccs után Párizs órákon belül ejtőernyős egységet küldött Gabonba, s ennek köszönhetően M’ba gyorsan visszaszerezhette a hatalmát.)
Bokassa segítségére sietett társa, Alexandre Banza kapitány, aki a Bangui északkeleti részében fekvő Kassaï katonai bázis vezetője volt, és aki Bokassához hasonlóan a világ számos részén szolgált a francia hadsereg kötelékében. Banza intelligens, ambiciózus, terhelhető ember volt, akinek nagy szerep jutott a puccs terveinek kidolgozásában. Decemberre sok ember egy potenciális nyugtalanságot várt, ami be is következett. Dacko személyes tanácsadója jelezte az elnöknek, hogy Bokassa az értelmi kiszámíthatatlanság jeleit mutatta, és le kellene tartóztatni, mielőtt még el akarná távolítani a kormányt, de Dacko nem vette komolyan a figyelmeztetéseket.

## Államcsíny (december 31 – január 1.)

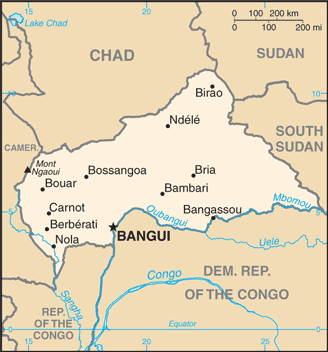
A Közép-afrikai Köztársaságtérképe

1965. december 31-én kora este Dacko elhagyta a Palais de la Renaissance-t, hogy egyik miniszterének a fővárostól délre fekvő ültetvényére látogasson. Nyugat-afrikai idő szerint 22:30-kor (Közép-európai idő szerint 23:30-kor) Banza kapitány beosztottjainak kiadta a parancsot a puccs megindítására. A kötelék egy részének a biztonsági őrséget kellett semlegesítenie, míg a másik felének a bangui rádióban kellett átvennie az ellenőrzést, nehogy Dacko kapcsolatba tudjon lépni a híveivel. Bokassa a hivatalába, a Camp de Roux-ba hívatta Izamót, hogy aláírasson néhány papírt, amelyekre azonnal szüksége volt. Izamo, aki barátaival együtt egy szilveszteri ünnepségen vett részt, vonakodva ugyan, de a felesége kocsiján a táborba ment. Megérkezésekor Banzával és Bokassával találta magát szemben, akik tájékoztatták a puccsról. Megkérdezték, hogy támogatja-e a puccsot, amire Izamo nemet mondott, ezért lefegyverezték és egy pincébe zárták.
Röviddel éjfél után, 1965. január 1-jén Bokassa és Banza megszervezte hadseregét, és elmondták nekik, hogy terveik szerint átveszik a kormányzást. Bokassa azt állította, hogy Dacko lemondott az elnökségről, és a hatalmat tanácsadójának, Izamónak adta át. Ezt követően azt is közölte a katonasággal, hogy a csendőrség át akarja venni a közép-afrikai hadsereg szerepét, ezért a ügyelniük kell pozícióik megtartására. Megkérdezte, hogy támogatják-e az ő általa eltervezett irányt, és aki ezt megtagadta, azt bezáratta. Nyugat-afrikai idő szerint 0:30-kor Bokassa és támogatói elhagyták Camp de Roux-t, hogy elfoglalják a fővárost. Kevés ellenállással találkoztak, így könnyen el tudták foglalni Banguit. Bokassa és Banza ezután a Palais de la Renaissance-hoz sietett, ahol megpróbálták letartóztatni Dackót, de nem találták. Bokassa pánikba esett, mert úgy gondolta, hogy az elnököt valaki előre értesítette, s elrendelte, hogy a katonák addig keressék vidéken az elnököt, míg meg nem találják.
Dacko azonban mit sem tudott a fővárosban történtekről. Mikor éjfél körül elhagyta minisztere ültetvényét, Simon Sambához, az aka pigmeusok vezetőjéhez ment, hogy részt vegyen az év végi szertartáson. Egy órát töltött Sambánál, amikor értesítést kapott a bangui puccsról. Titley szerint Dacko ekkor indult el a fővárosba, hogy a csendőrség lojális tagjai valamint francia ejtőernyősök segítségével véget vessen a puccsnak. Thomas E. O'Toole, a St. Cloude Sate University szociológiát és antropológiát oktató tanára szerint Dacko nem akart ellenállást tanúsítani, hanem át akarta adni a hatalmat Izamónak. Akármi is az igazság, Dackót a főváros nyugati végén, a Pétévo kereszteződésnél állomásozó katonák letartóztatták. Az elnöki palotába vitték, ahol Bokassa fogadta, és azt mondta neki: „Megpróbáltalak figyelmeztetni. De most már túl késő.” Dacko elnököt nagyjából 2 órakor a Banguri északi részében fekvő Ngaragba börtönbe vitték. Bokassa hozott egy népszerűnek vélt intézkedést: megparancsolta Otto Sacxhernek, a börtön parancsnokának, hogy minden fogva tartottat bocsássanak szabadon. 3:20-kor Bokassa Dackót Camp Kassaï-be vitette, ahol lemondásra kényszerítette. Ezután Bokassa beosztottjai a Bangui Rádióban bejelentették, hogy Dacko kormánya megdőlt és Bokassa vette át az irányítást. Reggel Bokassa a Bangui Rádióban következő beszédet intézte a néphez:
Közép-afrikaiak! Közép-afrikaiak! Bokassa ezredes beszél önökhöz. Hajnali 3:00 órakor a hadsereg átvette az uralmat a kormánytól. Dacko kormánya lemondott. Ütött az igazság órája. Eltöröltük a burzsoáziát. Az egyenlőség új korszaka érkezett el. Közép-afrikaiak, akárhol is vannak, biztosak lehetnek benne, hogy a hadsereg megvédi önöket és javaikat. Éljen soká a Közép-afrikai Köztársaság!

## Következmények
Hivatalosan nyolc, a puccsnál ellenállást tanúsító vesztette életét. Ezt követően Bokassa emberei körbejárták az országot, s letartóztatták Dacko szövetségeseit és közeli barátait. Közéjük tartozott Simon Samba, Jean-Paul Douate és az elnöki testőrség hatvan tagja. Őket mind Ngaragba börtönébe vitték. Prosper Mounoumbaye, az elnöki testőrség parancsnoka elhagyta az országot, de pár héttel később a kongóiak elfogták és 1966. január 23-án átadták Bokassának, végül a Kassaï táborban halálra kínozták. Ezt Bokassa, Banza és Dacko végignézte. Jean Izamó hasonló kínoknak volt kitéve. Őt január 10-én Ngaragba börtönébe szállították, de csak a hónap végén végezték ki. Dacko elnök életben maradt, mert Franciaország azzal fenyegetőzött, hogy Dacko kivégzése esetén leállítja az országba irányuló segélyszállítmányokat, és Bokassa azt akarta, hogy ismerjék el kormányát nemzetközi szinten. Bokassa Dackót egy kis szobában tartotta fogva, ahol nem volt lehetősége a külvilággal folytatott kommunikációra, és nagyon szigorú étrenden tartották. Február 3-án Camp de Roux-ba vitték, de itt is el volt zárva a külvilágtól.
Ugyanekkor Bokassa önmagát népszerűsítette a médiában, a francia hadseregnél szerzett érmeit mutogatta, és a felvételeken erősnek, rendíthetetlennek és férfiasnak mutatkozott. Új kormányt alakított, melyet forradalmi bizottságnak nevezett, eltörölte az alkotmányt és feloszlatta a Nemzetgyűlést. Állítása szerint ez utóbbi egy élettelen szervezet volt, amely a jövőben nem fogja a népet képviselni. A nemzethez intézett beszédében Bokassa azt állította, hogy kormánya a jövőben választásokat fog tartani, új gyűlés fog alakulni és új alkotmány készül. Azt is kijelentette, hogy amint elmúlik a kommunizmus réme, stabilizálódik a gazdaság és megszűnik a korrupció, le fog mondani hatalmáról. Bokassa elnök engedélyezte a MESAN-nak, hogy folytassa tevékenységét, de minden más politikai szervezet tevékenységét betiltotta. A következő néhány hónapban egy sor új rendelkezést és szabályozást léptetett életbe. Például a 18 és 55 év közti férfiaknak és nőknek biztosítani kellett, hogy legyen munkahelyük, más esetben megbüntették, bebörtönözték őket, betiltották a koldulást, csak éjszaka engedélyezték, hogy tamtam dobon zenéljenek, a fővárosban felállítottak egy erkölcsrendészetet, amelynek tagjai a bárokat és a táncházakat felügyelték. Mind a poligámiát, mind a stafírungot, mind a női nemi szervek megcsonkítását betiltották. Bokassa megnyitotta a bangui tömegközlekedési hálózatot, és kilátásba helyezte két nemzeti zenekar felállítását.
Az országban végbement pozitív változások ellenére Bokassa nehezen szerzett nemzetközi elismertséget kormánya számára. A puccs jogosságát azzal próbálta magyarázni, hogy Izamo és a kínai kommunista ügynökök megpróbálták átvenni a hatalmat, és a Közép-afrikai Köztársaság érdekében közbe kellett avatkoznia, hogy megmentse az országot a kommunisták befolyásától. Azt állította, hogy a kínai ügynökök vidéken embereket képeznek ki katonai dolgokra, hogy majd később forradalmat robbantsanak ki. 1966. január 6-án kitiltotta a kommunistákat az országból, és felszámolt minden diplomáciai kapcsolatot a kommunista Kínával. Bokassa azt is állította, hogy a puccs szükséges volt ahhoz, hogy megfékezzék a kormányon belüli korrupciót.
Bokassát először a szomszédos Csád elnöke, François Tombalbaye az ouhami Boucában tartott tárgyaláson ismerte el az ország vezetőjének. Az 1966. április 2-án, az Archamboult bázison tartott találkozót követően Bokassa és a csádi elnök kölcsönösen megígérték egymásnak, hogy amennyiben az egyikük elveszíti hatalmát, a másikuk megsegíti. Ezt követően az afrikai országok kezdték elismerni a kormányt. Eleinte a francia vezetés bizonytalan volt Bokassa támogatása ügyében, ezért Bokassa Párizsba látogatott, ahol arról kívánta meggyőzni a francia kormányzatot, hogy a puccs szükséges volt az ország megvédése, a további süllyedés megakadályozása érdekében. 1966. július 7-én Bokassa találkozott Georges Pompidou elnökkel, de a franciák továbbra sem ígértek támogatást. Miután Bokassa azzal fenyegetőzött, hogy kilép az afrikai valutaövezetből, Charles de Gaulle úgy döntött, hogy november 17-én hivatalos látogatást tesz az afrikai országban. Az ottani kormánynak ez azt jelentette, hogy a franciák végül is elismerték az országban történt változásokat.

### Banza és Dacko
Alexandre Banza, aki a puccs kitervezése és megvalósítása során mindvégig Bokassa mellett állt, az új kormányban pénzügyminiszter és államminiszter lett. Banza sikeresen fejlesztette kormánya külföldi hírnevét, bár sokan gondolták, hogy született vezérként nem fogja elfogadni a Bokassa bizalmasaként rá kiosztott szerepet. 1967-ben Bokassa és Banza között az ország költségvetését érintő, nagyobb horderejű vita bontakozott ki, mivel Banza ellenezte, hogy Bokassa fényűzően jelenjen meg kormányzati eseményeken. Bokassa Camp de Roux-ba ment, ahol biztonságban érezhette magát, nyugodtan tudta vezetni a kormányt, és nem kellett Banza hataloméhségétől tartania. 1968. április 13-án Bokassa leváltotta Banzát a pénzügyminiszteri pozíciójáról, de meghagyta államminiszternek. A következő évben Banza számtalan, Bokassát és a kormányzat gazdaságpolitikáját kritizáló megjegyzést tett. Bokassa attól tartott, hogy a miniszter megpróbálja majd az országban átvenni a hatalmat, ezért eltávolította a minisztérium éléről.
Banza bevonta puccsindítási terveibe Jean-Claude Mandaba tábornokot, Camp Kassaï vezető parancsnokát is, aki azonban értesítette erről Bokassát. Mikor 1969. április 9-én belépett a tábor területére (a puccsot aznap estére tervezték), Banzát elfogták, egy Mercedes csomagtartójába rakták, és Mandaba a saját katonáival egyenesen Bokassa elé vitte.. Bokassa berengói házában majdnem agyonverte Banzát, bár Mandaba azt tanácsolta, hogy hagyják a döntést a bíróságra. Április 12-én Banza elmondta védőbeszédét a Camp de Roux-i katonai bíróság előtt, melyben ismertette a terveit, de visszautasította, hogy meg akarta volna ölni az elnököt. Mindezek ellenére golyó általi halálra ítélték, melyet a tábor mögötti üres területen hajtottak végre, maradványait pedig jelöletlen sírba helyezték.
A francia kormányt aggasztotta a még mindig a Camp de Roux-i katonai táborban raboskodó Dacko állapota, és ezért egy katonai attasét küldött a helyszínre. Dacko panaszkodott, hogy több mint két éve még olvasnivalót sem adnak neki. Az attasé ugyan segítséget ígért, mindezek ellenére Dacko életkörülményei nem javultak. 1969. júniusban titokban levelet írt a kínai nagykövethez, melyben pénzügyi támogatást kért a családja számára. Az üzenetet elfogták és átadták Bokasának, aki úgy érezte, ez jó ok arra, hogy megszabaduljon Dackótól. Ennek hatására megerősített őrizetet kapott és átszállították Ngaragba börtönébe. Mindazonáltal július 14-én Bokassa kénytelen volt ejteni a vádakat, mivel Albert Kouda közölte vele, hogy nem találtak elég bizonyítékot a bűnösség megállapításához. Dacko egészségi állapotának javulásáig a Palais de la Renaissance-ban maradt, majd Laboye-ba, Mokindába küldték, ahol házi őrizetben tartották. Bokassa csak 1969 októberben, majdnem négy évvel a puccs után kezdte kiengedni a Ngaragbába bebörtönözötteket.
Dacko egészen 1976. szeptember 11-éig házi őrizetben maradt. Ekkor Bokassa személyi tanácsadójává nevezték ki. Bokassa feloszlatta a kormányt, s megalapította azt a Közép-afrikai Birodalmat, melyet a nemzetközi közvélemény az 1970-es évek végén egyre nagyobb mértékben kritizált. Az országot gazdaságilag teljesen romba döntötte végül Bokassa hóbortos és rendkívül drága koronázási szertartása. Dacko megpróbált Párizsba távozni, ahol a franciák ígérete szerint segítséget kapott, hogy eltávolítsa Bokassát a hatalomból, s ismét ő legyen az elnök. Dackót 1979. szeptember 21-én iktatták be az ország elnökének, de 1981. szeptember 1-jén hadseregének főparancsnoka, André Kolingba vér nélküli puccsal megszerezte tőle a hatalmat. Bokassa száműzetésben Párizsban élt, otthon ezalatt távollétében halálra ítélték. 1986 októberi visszatérését követően letartóztatták és hazaárulással, emberöléssel, kannibalizmussal és sikkasztással vádolták meg. A kannibalizmus vádja alól felmentették, de a többi vádpontban bűnösnek találták, így 1987. június 12-én halálra ítélték. Kolingba az ítéletet 1988. februárban életfogytiglani szabadságvesztésre, majd később 20 év börtönre mérsékelte. Kolingba 1993-ban minden bebörtönzöttnek amnesztiát hirdetett, így augusztus 1-jén Bokassa is kiszabadult.

## Fordítás
Ez a szócikk részben vagy egészben  a   Saint-Sylvestre coup d'état című angol Wikipédia-szócikk ezen változatának fordításán alapul.  Az eredeti cikk szerkesztőit annak laptörténete sorolja fel. Ez a jelzés csupán a megfogalmazás eredetét és a szerzői jogokat jelzi, nem szolgál a cikkben szereplő információk forrásmegjelöléseként.